# Samuel Langevin
Samuel Langevin (souvent surnommé Sam) est l'un des six personnages principaux de la série québécoise Tactik. Il est interprété par le comédien et improvisateur Pier-Luc Funk. Samuel est un joueur de soccer doué et il est d'ailleurs le fier capitaine de son équipe de soccer, l'Épik. Samuel n'a pas eu d'histoires d'amour tout au long des deux premières saisons, mais au cours de la troisième saison, il tombe amoureux de son amie d'enfance, Dalie Desmarais-Rondeau, avec qui il va entretenir une relation.

## Comportement
Samuel est un leadership naturel, un vigilant, un protecteur, un fonceur et quelques fois, un grincheux. Il a un côté Robin des Bois, comme aidé les plus démunis, ou faire de la récupération alimentaire. Depuis qu'il est petit, Samuel a une énorme passion pour le soccer. Il prend ce sport au sérieux, a un certain esprit de compétition et il est un peu manipulateur. Samuel se laisse influencer facilement par les autres, comme par exemple, se laisser faire mettre les pieds dans les plats. Même si Samuel n'a pas eu de véritables blondes, il reste tout de même un parfait romantique, selon Dalie. Dans la deuxième saison, il est révélé que Samuel souffre de somnambulisme. Il est également atteint d'un tic de langage.
Samuel s'est fait adopté par Suzanne Langevin alors qu'il avait deux ans. Celle-ci avait déjà un fils, du nom de David, qui était un brusque avec lui. De plus, Suzanne accueille une autre fille : Rose Boucher, une blonde rebelle, qui attire toute l'attention sur elle. Malgré toutes ses péripéties, Samuel aime bien sa famille si particulière : au lieu de sortir les poubelles, il ramasse des vers de terre et nourrit des abeilles.
Du côté amoureux, Samuel n'a pas eu de véritables blondes. Il est tombé amoureux de la correspondante de Dalie, originaire de Vancouver, qui est dotée d'une beauté sans pareil. Avant que Chastity (le prénom de la Vancouvéroise) parte pour Vancouver, Samuel l'embrasse (il aura une liaison avec elle dans la troisième saison). Il est aussi tombé sous le charme d'une certaine Marion, une étudiante de cinquième secondaire, mais il apprit que sa relation avec cette dernière n'était pas réciproque, à cause de leur différence d'âge . À la fin de la saison 2, lors d'un party, Samuel embrasse accidentellement Dalie, sa meilleure amie, alors qu'elle était en couple avec nul autre que Mikael Vesko. Après son baiser avec Dalie, Samuel réalise qu'il est amoureux d'elle. Il finit par sortir avec Dalie, ce qui fit le couple préféré de tous les téléspectateurs. Samuel rompt avec Dalie lors de sa dépression après la séparation de ses parents.

### Saison 1
Samuel est déprimé: il voulait faire partie de l'équipe de soccer les Crampons, mais Rick Vallières l'a refusé dans son équipe. Heureusement, il croisa Reda, qui vient de fonder une équipe de soccer, du nom de l'Épik. Samuel s'y est inscrit, mais n'a pas accepté l'arrivée de Dalie dans son équipe. Voyant que Dalie est bonne au soccer, il a finalement accepté dans son équipe. Samuel s'est lié d'amitié avec Mikael Vesko, un nouveau, qui s'est inscrit dans l'Épik, et qui est devenu le capitaine avant Samuel. Après le départ de Mikael vers les Crampons, Samuel a pris sa place de capitaine et Samuel et Mikael sont de grands rivaux. Deux joueurs débarquent dans l'Épik, que Samuel n'accepte pas : Diego, l'ex-capitaine des Crampons, venu rejoindre l'Épik, mais Samuel pense qu'il s'agit d'une ruse des Crampons afin de voler les méthodes de Reda. Le deuxième est Rose, sa sœur adoptive, que Samuel ne supporte pas chez lui, et encore moins dans son équipe de soccer. À la fin de la saison, Samuel accepte Diego et Rose dans l'Épik.

### Saison 2
Samuel est en train de célébrer la victoire de l'Épik contre les Crampons. Mais on n'a pas fini avec Vallières : celui-ci vient d'être nommé directeur de la ligue nationale de soccer et propose à Reda, un échange d'entraîneur entre l'Épik et les Crampons. Pendant deux semaines, Reda ira entraîner les Crampons, tandis que les joueurs de l'Épik devront supporter Vallières. Samuel reste tout de même méfiant envers Vallières et ses mauvais coups. Mais à cause de l'esprit de compétition de Samuel et Diego, Dalie lâche l'équipe, jusqu'au retour de Reda. Samuel, restant vigilant, pense que Dalie a lâché l'équipe à cause de sa relation avec Mikael, qui est l'ennemi. Du côté amoureux, Samuel tombe amoureux de la correspondante canadienne de Dalie, Chastity Gomez-Baker, fille parfaite et sportive, dotée d'une beauté sans pareil. Avant qu'elle reparte pour Vancouver, Samuel l'a embrassé. Mais son plus gros baiser a été celui avec Dalie à la fin de la saison, même si elle était en couple avec nul autre que Mikael Vesko..

### Saison 3
Depuis son baiser avec Dalie, Samuel s'éprend d'elle. Par exemple, il ne veut pas chercher la rivalité avec Mikael (qui est revenu son ami après que celui-ci retourne définitivement dans l'Épik) et ne veut pas se montrer prétentieux et rapporteur. Il voulait laisser Dalie lui dire qu'ils se sont embrassés, mais il le dit à Mikael par accident. Puisque les parents de Dalie sont partis faire de l'aide humanitaire en Amérique centrale, Dalie et Frida se sont fait garder chez les Langevin pendant deux semaines. Une occasion en or pour Samuel pour se rapprocher de sa bien-aimée. Au fil des jours, Dalie et Samuel rit ensemble et devienne des meilleurs amis... et même amoureux. À part l'amour, Samuel a été sélectionné pour le Camp de Sélection AA de Châteaubriant, avec Carl et Mikael, dirigé par Delphine Renzetti, avec Mikael. Mais Samuel n'aimera pas beaucoup les méthodes d'entraînements de Renzetti. De plus, Carl l'a blessé gravement au genou, et Samuel ne pourra plus jouer au soccer pendant un moment. Il devra également supporter sa rupture avec Dalie.

### Saison 4
Samuel est totalement déprimé que Dalie l'ait rejeté. Pour la reconquérir, il fait des coups pendables : il commence surtout à boire de l'alcool avec Carl pour surmonter sa peine d'amour. Lorsque Dalie rompt avec Derek et qu'elle regrette d'avoir fait promener Samuel, elle tente de le reconquérir... Après cela Dalie avouera à Samuel qu'elle l'aime encore. Ils sortiront encore ensemble.